# فريال قرط
فريال قرط (1947-2021) هي مناضلة وناشطة سياسية فلسطينية، من مواليد بلدة الطيبة. أكملت دراستها الأساسية والثانوية ثم سافرت إلى الجزائر، حيث التحقت بكلية الآداب في الجامعة قبل حرب 1967، وبعد تخرجها، منعت من العودة بسبب الاحتلال، لكنها تمكنت من العودة بعد خمس سنوات عبر لمّ شمل العائلات. توفيت في 16 فبراير 2021، متأثرة بفيروس كورونا، حيث شُيع جثمانها الطاهر يوم الأربعاء 17 فبراير 2021 في مقبرة البلدة ودفنت هناك. كانت عضواً في المجلس الوطني الفلسطيني.

## مسيرتها السياسية
شغلت فريال عضواً للتنظيم السري في حركة فتح عام 1972، حيث شاركت في العديد من العمليات في القدس، وعضو في الاتحاد العام للمرأه الفلسطينية. اعتُقلت في 13 نوفمبر 1977، وتعرضت للتعذيب في سجون الاحتلال، ثم أُفرج عنها في صفقة تبادل الأسرى عام 1983، وبعد الإفراج عنها، فصلت من عملها، فعملت في مدرسة خاصة ببيت حنينا. سافرت إلى فرنسا للعلاج بوساطة الصليب الأحمر الدولي، حيث حصلت على شهادة الماجستير. بعد عودتها، عملت في مدارس الروم الأرثوذكس ودير اللاتين في الطيبة.